# Claes Cronqvist
Claes Cronqvist (né le 15 octobre 1944 à Landskrona en Suède) est un joueur de football international suédois, qui évoluait au poste d'attaquant, avant de devenir ensuite entraîneur.

## Biographie

### Carrière de joueur

#### Carrière en club
Il joue deux matchs en Coupe d'Europe des clubs champions lors de la saison 1967-1968 avec le club de Djurgårdens IF.

#### Carrière en sélection
Avec l'équipe de Suède, il joue 16 matchs (pour aucun but inscrit) entre 1970 et 1974. 
Il joue son premier match en équipe nationale le 22 février 1970 contre le Mexique et son dernier le 4 septembre contre les Pays-Bas.
Il figure dans le groupe des sélectionnés lors des Coupes du monde de 1970 et de 1974. Lors du mondial 1970, il joue un match face à l'Italie.

## Palmarès
| \| Landskrona BoIS - Coupe de Suède (1) : - Vainqueur : 1971-72. - Finaliste : 1975-76. \| \| Djurgårdens IF - Championnat de Suède (1) : - Champion : 1966. \| |  | Landskrona BoIS - Coupe de Suède : - Finaliste : 1983-84.      |
| Landskrona BoIS - Coupe de Suède (1) : - Vainqueur : 1971-72. - Finaliste : 1975-76.                                                                            |  | Djurgårdens IF - Championnat de Suède (1) : - Champion : 1966. |